# Escándalo (canción)
«Escándalo» es una canción compuesta por Willy Chirino e interpretada por el cantante español Raphael, incluida en su álbum Ave Fénix (1992).
El 1 de agosto de 1992, alcanzó el número 9 en la lista Hot Latin Tracks de Billboard, en la cual se mantuvo por 12 semanas consecutivas.

## Versiones
- Con Azúcar Moreno
- Con Raffaella Carrà
- Con David Bisbal para el álbum 50 años después